# 塔形石蟹
塔形石蟹（学名：Lithodes turritus），在日本稱為荊蟹或棘蟹，为石蟹科石蟹屬下的一个种。由於外型跟堪察加擬石蟹近似但價錢次一等，有食肆會以荊蟹來冒充長腳蟹。